# Bent Vinn Nielsen
Bent Vinn Nielsen (født 4. marts 1951 i Sulsted i Vendsyssel) er dansk forfatter og ud af en arbejderfamilie. Uden formel uddannelse af betydning forlod han skolen og ernærede sig som ufaglært arbejder i en årrække. Via Aalborg er han med sin familie landet i Nykøbing Falster med en mellemstation på Vestlolland.
Nielsen har med en lang række romaner, noveller og radiospil givet efterretninger om eksistenser i Danmarks geografiske og sociale udkanter. Han formår med humor og kærlig solidaritet at beskrive livet mellem skæve, underprivilegerede danskere og har samtidig sendt knap så kærlige hilsener til det økonomiske, kulturelle og politiske overdanmark.
Siden Nielsens debut har det samme økonomiske, kulturelle og politiske overdanmark med legater, hædersgaver og priser sikret, at han kan koncentrere sig om sin forfattergerning, hvilket hans produktivitet afspejler.
Han modtog i 2006 Det Danske Akademis store pris.
Bent Vinn Nielsen havde i en årrække en ugentlig klumme - Vinn og skæv - i dagbladet Information.

## Priser
- 1983 Forfatterne Harald Kiddes og Astrid Ehrencron-Kiddes Legat
- 1985 Nordisk Radiospilpris
- 1988 Henrik Pontoppidans mindefonds legat
- 1989 Jeanne og Henri Nathansens Fødselsdagslegat
- 1990 Aage Brodersen og hustru f. Erna A.I. Andersens Legat
- 1992 Poeten Poul Sørensen og fru Susanne Sørensens Legat
- 1993 Otto Gelsted-prisen
- 1993 Martin Andersen Nexø Legatet
- 1996 Statens Kunstfond. Livsvarig ydelse
- 1998 Kritikerprisen
- 1999 P2 Romanprisen
- 2001 Søren Gyldendal Prisen
- 2006 Det Danske Akademis Store Pris